# Dr.-Leo-Löwenstein-Kaserne
Die Dr.-Leo-Löwenstein-Kaserne (bis 21. Januar 2014 Gallwitz-Kaserne) ist eine von drei Kasernen in Aachen (Nordrhein-Westfalen). Sie beherbergt einen Teil der Technischen Schule des Heeres (TSH). Ihre Adresse ist Kornelimünsterweg 27.
Als Gallwitz-Kaserne gebaut, wurde sie aufgrund der antidemokratischen und antisemitischen Einstellungen des Namensgebers Max von Gallwitz am 21. Januar 2014 zu Dr.-Leo-Löwenstein-Kaserne umbenannt. Leo Löwenstein war ein jüdischer Aachener Physiker, Chemiker und Artillerist, der während des Ersten Weltkriegs in der Artillerieprüfungskommission als Hauptmann der Reserve tätig war und die Schallmessung zur Einsatzreife entwickelte. Löwenstein war Gründer des Reichsbunds jüdischer Frontsoldaten und Holocaust-Überlebender.
Von 1945 bis 1961 wurde sie von belgischen Truppen (BSD) genutzt und erhielt den Namen “Ronsele Kazerne”, bzw. « Caserne Ronsele ».
Zusammen mit den beiden Aachener Kasernen Lützow und Theodor-Körner sowie der Donnerberg-Kaserne im benachbarten Eschweiler ist die Dr.-Leo-Löwenstein-Kaserne Teilstandort des Ausbildungszentrums Technik Landsysteme. Seit der Neugliederung der Ausbildungsstrukturen an der Technischen Schule Landsysteme – Fachschule des Heeres für Technik (alte Bezeichnung bis Juni 2015) im Jahre 2007 finden hier unter anderem die Ausbildungen zum staatlich geprüften Techniker, die IHK-Ausbildungen zum Industriemeister-Metall beziehungsweise zum Industriemeister-Elektrotechnik und die Handwerkskammer-Ausbildung zum Kfz-Technikermeister statt. Munitionstechnisches Fachpersonal erwirbt die „Fachkunde Munition“ und darauf aufbauend werden die Lehrgänge Schießsicherheit und Munitionssystemtechnik (Feuerwerker) durchgeführt.
Darüber hinaus befand sich in der Dr.-Leo-Löwenstein-Kaserne die einzige Bundeswehrschwimmhalle für den Bundeswehr-Standort Aachen, die nicht nur für den dienstlich angesetzten Sport der Soldaten zur Verfügung stand, sondern auch von Aachener Schwimmvereinen oder Vereins-Abteilungen genutzt wurde. Diese wurde im Jahr 2017 abgerissen, da eine Renovierung zu teuer war.

## Dienststellen
- Evangelisches Militärpfarramt Aachen I
- Katholisches Militärpfarramt Aachen
- Technische Schule des Heeres – Fachschule des Heeres für Technik
- Unterstützungspersonal Kasernenkommandant Aachen 2[4]

## Geschichte
Die Kaserne wurde 1938 im Zuge der Remilitarisierung des Rheinlandes errichtet und nach dem deutschen General Max von Gallwitz (1852–1937) in Gallwitz-Kaserne benannt. Annähernd zeitgleich entstanden auch die Lützow-Kaserne und die Theodor-Körner-Kaserne. Von 1945 an nutzten die belgischen Streitkräfte in Deutschland die Kaserne unter dem Namen Caserne Ronsele bzw. Ronsele Kazerne, bevor sie sie 1961 an die Bundeswehr übergaben. Bis zur Umbenennung am 21. Januar 2014 trug die Kaserne wieder ihre Erstbezeichnung.